# Srce
Srcé (latinsko cor, cordis) je ritmično utripajoči organ obtočilnega sistema, ki poganja kri oziroma hemolimfo po telesu. Ritem za delovanje mu dajejo posebne živčne celice v okviru srca samega (sinoatrialni in atrioventrikularni vozel), ki po živčnih snopičih (Purkyenejeva vlakna in Hissov snop) pošiljata vzburjenje ter tako povzročata enakomerno krčenje srčne mišice. Zaradi tega ta vozla imenujemo tudi ritmovnika
Razvoj srca je potekal vzporedno z razvojem živali. S povečanjem telesnega volumna je postala pasivna difuzija nezadostna za učinkovito oskrbo tkiv s hranljivimi snovmi in odvajanje produktov metabolizma, zato se je moral razviti sistem za aktivno prečrpavanje telesnih tekočin. Pri preprostejših organizmih, denimo pri kolobarnikih, kri poganjajo utripajoča hrbtna žila in bočne žile (bočna srca). Členonožci imajo že cevasto srce, ki se nahaja na hrbtni strani telesa. Utripanje povzročajo vezi, ki se sproščajo in krčijo pod vplivom živčevja. 
Mehkužci in vretenčarji imajo kamričasto srce. Sestavljajo ga preddvori (atriji) (1-4) in največ dva prekata (ventrikla). Ritem kamričastemu srcu daje ritmovnik. Vretenčarska srca imajo navadno več ritmovnikov, od katerih je eden glavni. Tudi kamričasta srca so različno razvita. Pri ribah je srce zgrajeno iz štirih zaporednih kamric. V prvih dveh (venozni sinus in atrij) se zbira kri,  ki v srce priteče po venah in vsebuje malo kisika. Naslednji kamrici, ventrikel in arterialni stožec, pa potiskata kri skozi trebušno aorto v škrge.
Po prehodu vretenčarjev na kopno se je začelo srce predeljevati. Tako se je razkisičena kri mešala z okisičeno iz pljuč, zato se je že pri dvoživkah pojavila vzdolžna stena med preddvoroma. Med prekatoma pri dvoživkah stene še ni, mešanje pa je preprečeno s hitrejšim utripanjem srca. Plazilci imajo predeljena že tudi prekata, vendar do popolnosti le krokodili. Predelitev srca je najpopolneje razvita pri ptičih in sesalcih.

## Struktura

### Lokacija in oblika
Človeško srce se nahaja na levi strani prsnega koša v srednjem medpljučju na ravni prsnih vretenc T5-T8. Njegov vrh je usmerjen proti levi. Obdaja ga dvojna membranska vrečka, imenovana osrčnik, ki se prilega medpljučju. Zadnji del srca leži v bližini hrbtenice, sprednji del pa tik za prsnico in rebrnimi hrustanci. Zgornji del srca se nahaja na ravni tretjega rebrnega hrustanca in je pritrdilna točka za več velikih krvnih žil – votli veni, aorto in pljučne veje. Spodnji konec srca, vrh, leži levo od prsnice (8-9 cm od srednje črte) med četrtim in petim rebrom v bližini njunega stika z rebrnimi hrustanci.
Največji del srca je ponavadi rahlo odmaknjen na levo stran prsnega koša (v izjemnih primerih tudi na desno) in se ga tudi bolj čuti na levi strani, saj je levi del srca močnejši in večji zaradi vloge črpalke za vse dele telesa. Ker se srce nahaja med pljuči, je levo pljučno krilo manjše od desnega in ima na stiku s srcem srčno zarezo, kamor se prilega srce. Človeško srce je stožčasto oblikovano z bazo zgoraj in vrhom spodaj. Srce odraslega tehta 250-350 gramov. Značilno je velikosti pesti: dolžine 12 cm, širine 8 cm in debeline 6 cm. Dobro trenirani športniki lahko imajo večje srce zaradi učinkov vadbe na srčno mišico, ki so podobni odzivu skeletnih mišic.

### Srčne komore
Srce ima štiri komore, dve zgoraj in dve spodaj, in sicer sta zgornji sprejemni, imenovana atrija oziroma preddvora, spodnji pa iztisni, imenovana ventrikla oziroma prekata. Preddvora se odpirata v ventrikla preko atrioventrikularnih zaklopk, ki so prisotne v atrioventrikularnem septumu (pregradi). Ta razmejitev je opazna tudi na zunanji površini srca kot koronarni sulkus (žleb). Levi in desni preddvor imata odprtini za žile dovodnice. V desnem preddvoru se nahaja struktura v obliki ušesa, ki se imenuje avrikula. Desni preddvor in desni prekat skupaj tvorita desno srce, levi preddvor in levi prekat pa levo srce. Prekata sta med seboj ločena s pregrado, imenovano interventrikularni septum, ki je na zunanji strani srca viden kot sprednji longitudinalni sulkus in zadnji interventrikularni sulkus.
Srčni skelet je zgrajen iz gostega vezivnega tkiva, ki daje strukturo srcu. Oblikuje atrioventrikularni septum, ki ločuje preddvora od prekatov, in fibrozne obroče, ki služijo kot podlaga za štiri srčne zaklopke. Srčni skelet je pomemben tudi v srčnem električnem prevodnem sistemu, saj kolagen ne more prevajati električne energije. Interatrialni septum ločuje preddvora, interventrikularni septum pa prekata. Interventrikularni septum je debelejši od interatrialnega, saj prekati za črpanje potrebujejo veliko večji tlak.

### Zaklopke
Srce ima štiri zaklopke, ki ločujejo srčne komore med seboj. Po ena zaklopka se nahaja med vsakim preddvorom in prekatom, drugi dve pa ležita na izhodu iz vsakega prekata v obtok.
Zaklopki med preddvorom in prekatom se imenujeta atrioventrikularni zaklopki. Med desnima preddvorom in prekatom se nahaja trikuspidalna zaklopka. Ta ima tri lističe, ki se povezujejo s hordami tendinami in tremi papilarnimi mišicami, ki se po svojih relativnih položajih delijo na sprednjo, zadnjo in septalno mišico. Med levima preddvorom in prekatom se nahaja mitralna zaklopka. Gre za dvolistno zaklopko, katere lista se s hordami tendinami pritrjujeta na dve papilarni mišici, ki štrlita iz prekatne stene.
Papilarne mišice segajo iz stene srca do zaklopk preko hrustančnih vezi, imenovanih horde tendine. Te mišice preprečujejo, da bi zaklopke padle predaleč nazaj med zapiranjem. Med relaksacijsko fazo srčnega ciklusa so tudi papilarne mišice sproščene, napetost v hordah tendinah pa je nizka. Ko pride do krčenja prekatov, se tudi papilarne mišice skrčijo, kar ustvari napetost na hordah tendinah, ki pomagajo zadrževati liste atrioventrikularnih zaklopk na mestu in preprečijo njihov pomik nazaj v preddvora.
Na izhodu iz vsakega prekata se nahajata še po ena semilunarna zaklopka. Na dnu pljučne arterije se nahaja pljučna zaklopka, ki ima tri lističe, ki se ne pritrjajo na nobeno izmed papilarnih mišic. Med relaksacijo prekatov se kri vrača iz arterije nazaj v prekat. Tlak krvi povzroči zaprtje zaklopke. Tudi semilunarna aortna zaklopka na dnu aorte ni povezana s papilarnimi mišicami. Ima tri lističe, ki se zaprejo zaradi tlaka krvi, ki teče nazaj iz aorte v prekat.

### Desno srce
Desno srce sestavljata dve komori: desni preddvor in desni prekat, ki sta ločena s trikuspidalno zaklopko.
Desni preddvor prejme kri iz dveh glavnih žil dovodnic iz telesa, in sicer iz zgornje in spodnje votle vene. Manjša količina krvi pride iz koronarne cirkulacije (za oskrbo srčne mišice) v desni preddvor skozi koronarni sinus, ki se nahaja tik nad odprtino za spodnjo votlo veno. V steni desnega preddvora se nahaja ovalno vbočenje, imenovano fossa ovalis, ki je ostanek odprtine imenovane foramen ovale. Večina notranje površine desnega preddvora je gladke, v sredini se nahaja ovalna jamica, na sprednji strani pa so vidni grebeni pektinatnih mišic. Preko trikuspidalne zaklopke se kri steka v desni prekat.
Stene desnega prekata so obložene s trabekulami karnee, grebeni srčne mišice, ki jih pokriva endokard. Tanko steno desnega prekata krepijo tudi moderatorni trakovi, ki igrajo ključno vlogo pri srčni prevodnosti. Stekajo se od spodnjega dela interventrikularnega septuma preko notranjega prostora do papilarnih mišic. Kri se iz desnega prekata preko pljučne zaklopke steka v glavno pljučno arterijo, ki se razdeli na levo in desno pljučno arterijo, ki nato dovajata kri do vsakega pljučnega krila.

### Levo srce
Levo srce sestavljata dve komori: levi preddvor in levi prekat, ki sta ločena z mitralno zaklopko.
Levi preddvor dobi oksigenirano kri iz pljuč preko ene od štirih pljučnih ven. Tako kot desni je tudi levi preddvor obložen s pektinatnimi mišicami. Preko mitralne zaklopke kri teče iz njega v levi prekat.
Levi prekat ima v primerjavi z desnim precej debelejšo steno zaradi večje sile, ki je potrebna za črpanje krvi po celotnem telesu. Kri prehaja preko aortne zaklopke v aorto. Dve majhni odprtini nad aortno zaklopko dovajata kri za srčno mišico preko leve glavne koronarne arterije in preko desne koronarne arterije.